# Baker, Nevada
Quận Baker là một cộng đồng dân cư trong quận thuộc tiểu bang Nevada, Hoa Kỳ. Theo điều tra dân số của Cục điều tra dân số Hoa Kỳ năm 2000, cộng đồng này có dân số người. Thị trấn nằm ngoài vườn quốc gia Great Basin. Thị trấn được đặt tên theo George W. Baker.